# Involution (mathématiques)
Pour les articles homonymes, voir Involution.

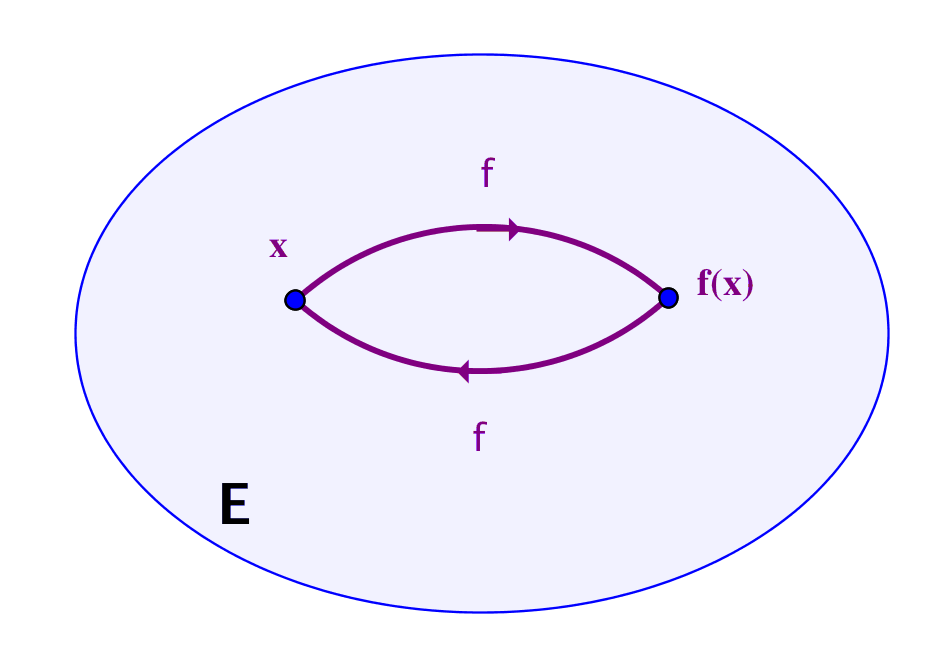
Une involution est une application qui, lorsqu'elle est appliquée à l'image d'un élément x de E, redonne l'élément de départ : x.

En mathématiques, une involution est une application bijective qui est sa propre réciproque, c'est-à-dire par laquelle chaque élément est l'image de son image. C'est le cas par exemple du changement de signe dans l'ensemble des nombres réels, ou des symétries du plan ou de l'espace en géométrie euclidienne. En algèbre linéaire, les endomorphismes involutifs sont d'ailleurs appelés symétries.
Des involutions apparaissent dans de nombreux domaines des mathématiques, notamment en combinatoire et en topologie. Une involution peut aussi être associée à un phénomène de dualité.

## Définition formelle
Soit {\displaystyle E} un ensemble, supposé non vide.
On dit qu'une application {\displaystyle f:E\to E} est involutive (ou que c'est une involution de E) si {\displaystyle f(f(x))=x} pour tout {\displaystyle x\in E}. Autrement dit : {\displaystyle f\circ f=\mathrm {id} _{E}} : la composée de f avec elle-même est l'application identité de E.

## Propriétés
Une application f de E dans lui-même est une involution si et seulement si elle est bijective et telle que f−1 = f (l'image et l'antécédent de tout élément de E coïncident).
La composée g∘f de deux involutions f et g de E est involutive si et seulement si f et g commutent, c'est-à-dire si f∘g = g∘f.
Soit f une involution de E :
- si g est une bijection de E sur F, de bijection réciproque g−1, alors g∘f∘g−1 est une involution de F ;
- si g est une application de E dans E telle que g∘f∘g = f, alors f∘g et g∘f sont des involutions de E.

## Exemples
En algèbre linéaire, si K est un corps et E un K-espace vectoriel :
- les symétries sur E sont les endomorphismes involutifs de E.
  - en particulier, sur l'espace vectoriel Mn(K) des matrices carrées d'ordre n à coefficients dans K, la transposition est un endomorphisme involutif.
- lorsque E est de dimension finie n, on peut associer à chaque endomorphisme de E sa matrice A (élément de Mn(K)) dans une base fixée ; cette matrice est celle d'une symétrie si et seulement si A×A est égale à  la matrice identité In.

En algèbre, l'application d'un groupe dans lui-même qui à chaque élément x associe son symétrique x−1 est involutive : (x−1)−1 = x.
En analyse, pour tous réels b ≠ 0 et a, les applications {\displaystyle x\mapsto {\frac {b}{x-a}}+a,} définie sur ℝ\{a} et {\displaystyle x\mapsto a-x,} définie sur ℝ, sont des involutions.
La conjugaison complexe est une involution de ℂ. Plus généralement :
- sur l'ensemble des matrices carrées d'ordre n à coefficients complexes, l'application qui à toute matrice associe son adjointe est une involution.
- sur une extension quadratique, l'application qui à tout élément associe son conjugué est involutive.

En logique classique, la négation est involutive : « non non A » équivaut à « A » ; mais ce n'est pas le cas en logique intuitionniste.
Une permutation est une involution si et seulement si elle se décompose en cycles disjoints de longueurs inférieures ou égales à 2. Elle est ainsi exclusivement constituée de points fixes et de transpositions.
En géométrie du plan, l'inversion est une involution : l'appliquer 2 fois revient à ne rien changer au plan.

## Généralisation
Le concept d'involution peut être étendu à d'autres objets mathématiques : en effet si l'on considère un monoïde (M, ✻, e), on dit qu'un élément a de M est une involution (pour la loi ✻) ou est involutif (dans M) si a ✻ a = e.
On a alors, pour tout entier naturel k : a2k = ek = e donc a2k + 1 = e ✻ a = a.
L'élément neutre d'un monoïde est une involution de ce monoïde.
Un cas qui revient fréquemment est celui d'une involution dans un anneau par rapport à la deuxième loi.